# Parafia Matki Boskiej Szkaplerznej w Wołczkowie
Parafia pw. Matki Boskiej Szkaplerznej w Wołczkowie – parafia rzymskokatolicka, należąca do dekanatu Szczecin-Pogodno, archidiecezji szczecińsko-kamieńskiej, metropolii szczecińsko-kamieńskiej. W parafii posługują księża diecezjalni. Według stanu na wrzesień 2018 proboszczem parafii był ks. Marek Cześnin.